# 冬瓜山橋
冬瓜山橋是位於臺灣宜蘭縣冬山鄉義成路一段與冬山路交接處的一座橋樑。是宜蘭縣歷史建築。
冬瓜山橋修建於昭和五年（1930年），是宜蘭縣少數保存至今的日治時期橋樑之一，橋墩為鋼筋混凝土結構，曾是連接礁溪舊市區和臺9線的重要交通管道。1976年台九線新冬山橋通車之後，冬瓜山橋在交通上的重要性大幅降低，現主要供機踏車及行人使用。

## 外部連結
- 冬瓜山橋——文化部文化資產局 （页面存档备份，存于）